# Covent Garden (Londres)
Covent Garden és un barri del districte de Ciutat de Westminster de Londres, Anglaterra (Regne Unit). Una plaça i un mercat reben el mateix nom. Al barri s'hi va projectar de fer la primera plaça residencial de Londres amb cases per a l'alta societat. El barri dona nom també al teatre d'òpera Covent Garden, també anomenat Royal Opera House.
Després del Gran incendi de Londres de 1666 que va destruir els mercats «rivals» a l'est de la ciutat, el mercat es convertí en el més important del país. Els articles exòtics d'arreu al món venien per vaixells i eren venuts a Covent Garden. Així mateix, molts aristòcrates es van traslladar a l'oest de Londres, i en aquella època comerciants, prostitutes i literats, compartien el lloc.

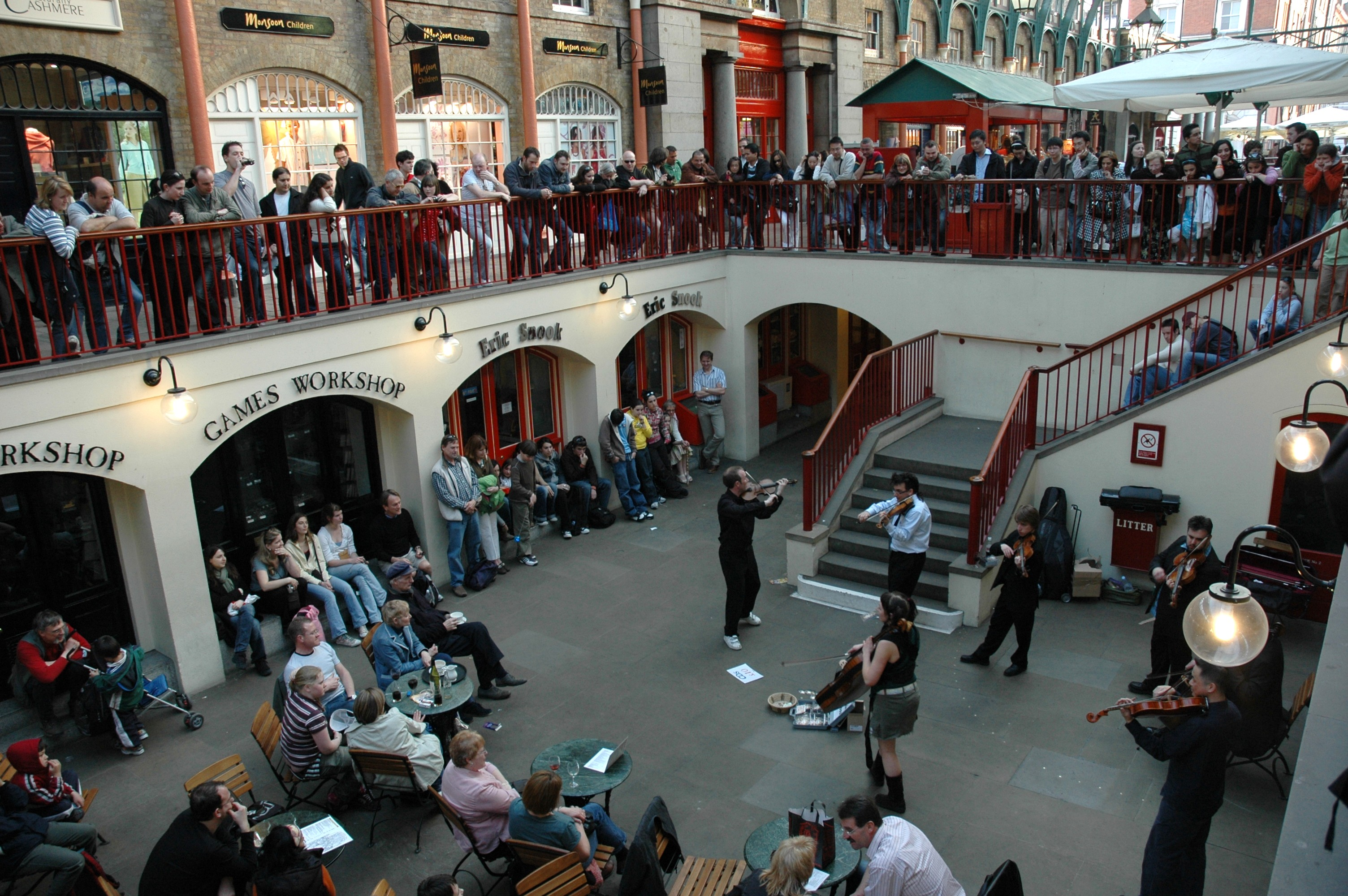
Espectacle de carrer al Covent Garden

El 1830 es va construir un gran edifici, recordant els banys romans de Bath, per ser l'indret d'un mercat permanent.
El 1974 el mercat fou traslladat per l'intens trànsit de camions que havia de suportar i llavors els edificis es van restaurar. Aquest fet va produir que el lloc anés molt a menys fins que el seu edifici central es reobrí com a centre comercial i atracció per a turistes el 1980.
Avui en dia el mercat central està ple de botigues, restaurants i parades. A la zona de vianants es poden trobar artistes que hi actuen i és l'única part de Londres on són autoritzats els espectacles de carrer.